# Operador logístico
Operador logístico es aquella empresa que – por encargo de su cliente – diseña los procesos o tareas de una o varias fases de su cadena de suministro (aprovisionamiento, transporte, almacenaje y distribución e incluso ciertas actividades del proceso productivo), despachos aduanales, almacences y organiza, gestiona y controla dichas operaciones utilizando para ello infraestructuras físicas, tecnología y sistemas de información propios o ajenos, independientemente de que preste o no los servicios con medios propios o subcontratados. En este sentido el operador logístico responde directamente ante su cliente realizando toda la operación Logística de la empresa teniendo una visión para los bienes y adicionales acordados en relación con todas las operaciones.

## Criterios para la selección de un operador logístico
Cuando se va a seleccionar este partner es importante detectar qué clase de servicio y alcance se quiere, puesto que existen operadores integrales y otros que se especializan en una sola labor.
- Una vez definidas las necesidades se debe verificar que el operador cuente con:
- Personal capacitado en el manejo de la carga específica según las necesidades del usuario.
- Póliza de seguros.
- Atención al cliente
- Equipos y tecnología (software de administración de inventarios y maquinaria de manipulación de mercancía, etc.).
- Comunicación e información.
- Seguridad y respaldo financiero.
- Infraestructura (espacio de almacenamiento, etc.).
- Flexibilidad en el servicio.

## Funciones principales de un operador logístico
- Procesamiento de pedidos: Actividades relacionadas al recojo, comprobación y transmisión de órdenes de compra.
- Manejo de materiales: Determina qué medios materiales y procedimientos se han de utilizar para mover los productos dentro de los almacenes, también entre estos y los locales de venta.
- Embalaje: Decidir qué sistemas y formas de protección se van a utilizar para los productos.
- Transporte de los productos: Decidir los medios de transporte a utilizar y la elaboración de los planes de ruta.
- Almacenamiento: Seleccionar la dimensión y las características de los almacenes.
- Manejo y Control de Inventarios:  Sistema que permite administrar las existencias de una empresa, desde su entrada hasta su salida.

- Control de inventarios: Determinar la cantidad de productos que se deben tener disponibles para entregar a un cliente.[2]

## Party Logistics o compromiso entre operador y empresa
Las funciones que realiza un operador logístico para una empresa se pueden agrupar según 5 niveles:
- 1PL: First Party LogisticsLas empresas limitan a transportar y distribuir las mercancías. Lo pueden llevar a cabo empresas únicamente de transporte.
- 2PL: Second Party Logistics:Adicionalmente al transporte, el operario logístico también almacena los productos. Ya son necesarios operadores logísticos con un conocimiento más amplio.
- 3PL: Third Party Logistics:Se incluyen otras funciones como etiquetaje, embalado y logística inversa.
- 4PL: Fourth Party LogisticsEste nivel es de supervisión de una empresa que realiza las funciones 3PL. Los operadores 4PL cuentan con conocimientos profundos del sector, que les permite planificar y mejorar la eficiencia de los procesos logísticos.
- 5PL: Fifth Party LogisticsSe encarga de toda la cadena de suministro, tanto de supervisión como ejecución[3]

## Beneficios de contratar un operador logístico
- Reducción de costos: las economías de escala y sinergias que manejan algunos de estos operadores se evidencian en la reducción de costos de almacenamiento, distribución y transporte.
- Costo logístico variable: únicamente se paga por los servicios que reciben.
- Disminución de pérdidas de productos: la experiencia en el manejo de carga y la responsabilidad que asumen los operadores logísticos hace que disminuyan las pérdidas de existencias.
- Desarrollo del “core business”: permite que las compañías se enfoquen en el desarrollo de su negocio, puesto que el operador logístico se hace cargo de las operaciones en las cuales la empresa no es fuerte.
- Acceso a tecnología: el elevado volumen de tareas que desarrolla un operador logístico le permite acceder a tecnologías que no están al alcance de empresas de menor tamaño.